# فينيقيا

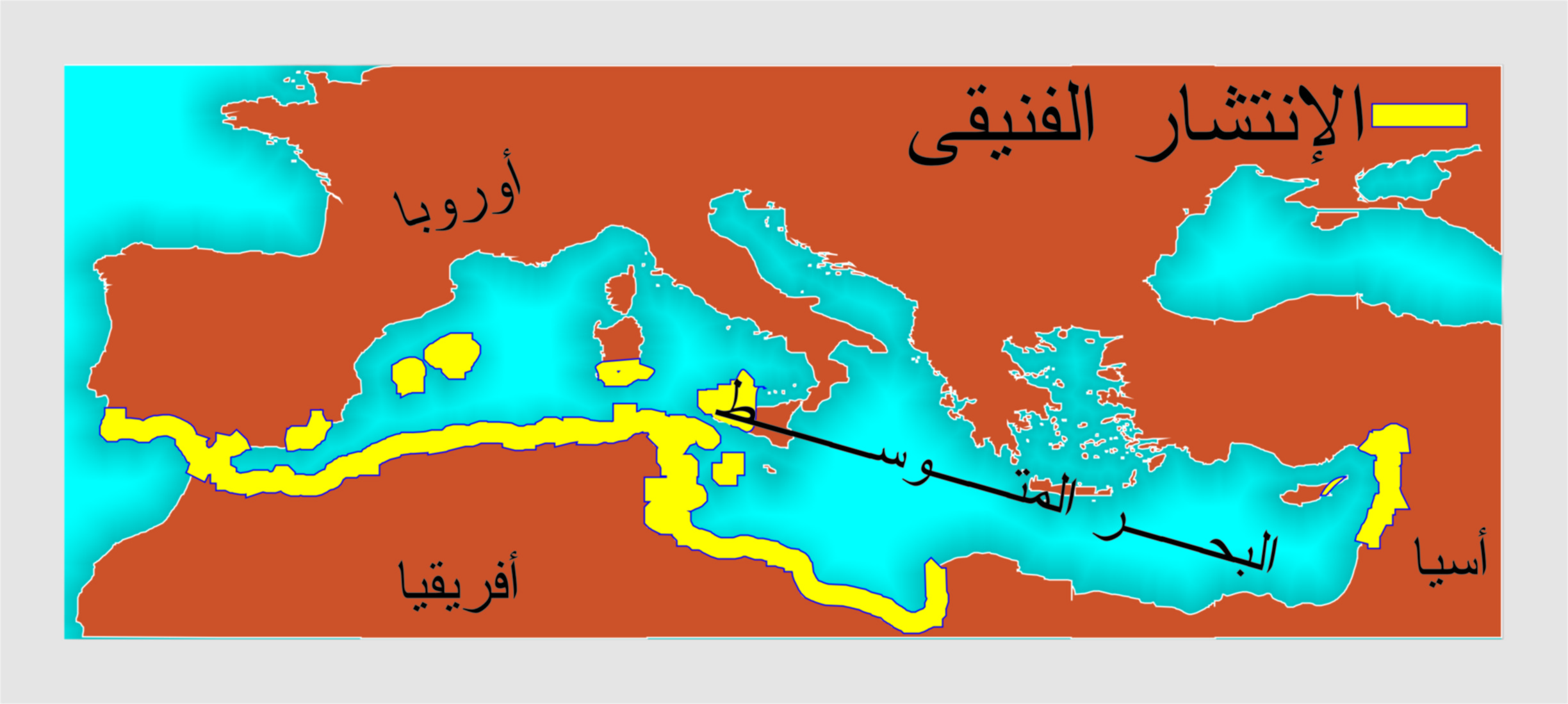

فينيقيا (من اليونانية القديمة: Φοινίκη، فوينيكِس Phoinnkē وتعنى «البلد الأرجواني») كانت حضارة سامية قديمة ثالاسوقراطية نشأت في شرق البحر الأبيض المتوسط وغرب الهلال الخصيب قبل 2500 عام قبل الميلاد، ويوافق العلماء عموما على أنها تشمل المناطق الساحلية في شمال فلسطين اليوم ولبنان وجنوب سوريا وصولا إلى الشمال مثل أرواد، ولكن هناك بعض الخلاف حول مدى امتدادها جنوبا، وأبعد منطقة يقترح أنها عسقلان. وصلت المستعمرات في وقت لاحق إلى غرب البحر الأبيض المتوسط (أبرزها قرطاج ونوميديا) وحتى المحيط الأطلسي، وانتشرت الحضارة عبر البحر المتوسط بين 1500 قبل الميلاد و 300 قبل الميلاد.
فينيقيا هو مصطلح يوناني قديم يستخدم للإشارة إلى المنتج الرئيسي المصدر من المنطقة، قماش مصبوغ بأرجوان صور من رخويات مريق، ويشير المصطلح إلى المدن الساحلية الكنعانية الكبرى، وهو لا يتوافق تماما مع الهوية الثقافية التي كانت معترفا بها من الفينيقيين أنفسهم. تكونت حضارتهم من دول مدن، على غرار اليونان القديمة، وربما كانت أبرزها صور وصيدا وأرواد وبريتوس وجبيل وقرطاج. كل دولة مدينة كانت وحدة مستقلة سياسيا، ولا يوجد أدلة أثرية تثبت أن الفينيقيين قد اعتبروا أنفسهم جنسية واحدة. من حيث علم الآثار واللغة ونمط الحياة والدين، لا يوجد اختلاف كبير يفصل الفينيقيين عن غيرهم من سكان بلاد الشام.
حوالي 1050 قبل الميلاد، تم استخدام الأبجدية الفينيقية لكتابة الفينيقية حيث تعد أقدم أبجدية في التاريخ[بحاجة لمصدر] واكتشفت في اوغاريت. وأصبحت واحدة من أكثر أنظمة الكتابة استخداما، ونشرها التجار الفينيقيون في جميع أنحاء العالم المتوسطي، حيث تطورت واستوعبتها العديد من الثقافات الأخرى.

## تأصيل
اسم الفينيقيين، مثل اللاتينية Poenī (بوينيكوس، في وقت لاحق بينيكوس)، يأتي من اليونانية Φοίνικες (فوينيكيس). كلمة φοῖνιξ فوينيكس تعني بشكل مختلف «الشخص الفينيقي»، «أرجوان صور، قرمزي» أو «نخيل التمر» ويشهد مع كل المعاني الثلاثة بالفعل في هوميروس. (طائر الفينيق طائر أسطوري يحمل أيضا نفس الاسم، ولكن هذا المعنى لم يشهد حتى قرون في وقت لاحق) كلمة يمكن أن تكون مشتقة من φοινός فوانوس «الدم الأحمر»، نفسها ربما تتعلق φόνος فونوس «القتل». من الصعب التأكد من أي معنى جاء أولا، ولكن من المفهوم أن الكون قد ربطوا القرمزي أو الأرجواني لون التمور والصبغة مع التجار الذين تداولوا كل هذه المنتجات. وقد اقترح روبرت س. بيكيس أصلا ما قبل اليونانية للاسم المستعار. وقد يكون أقدم شكل من أشكال الكلمة في اللغة اليونانية هو الميسنيان بو-ني-كي-جو، بو-ني-كي، وربما اقترضت من فنو المصرية (فينخو) «أسياتيكش، سيميتس»، على الرغم من أن هذا الاشتقاق متنازع عليه. جمعية الاشتقاق الشعبية من Φοινίκη مع φοῖνιξ المرايا التي في الأكادية، التي ربط كيناي، كيناي «كنعان» إلى كيناو «الصوف الأحمر مصبوغ». كانت الأرض تعرف أصلا باسم كن (قارن إيبلايت كا-نا-نا-أم، فن | كا-نا-نا) وشعبها كما كني. في أقراص أمارنا في القرن الرابع عشر قبل الميلاد، أطلق الناس من المنطقة أنفسهم كنعاني أو كنعاني. في وقت لاحق، في القرن السادس قبل الميلاد، يكتب هكاتايوس من ميليتوس أن فينيسيا كان يسمى سابقا χνα خنا، وهو الاسم الذي اعتمده فيلو من جبيل في وقت لاحق في الأساطير له كما اسمه للفينيقيين: «خنا الذي كان يسمى بعد ذلك فوينيكس». نجا الاسم الإثني في شمال أفريقيا حتى القرن الرابع الميلادي (انظر اللغة البونيقية).

### كنعانيون
ينقسم الكنعانيّون حسب التصنيف اللغوي إلى عدّة فروع أشهرها
- الفينيقيون: سكنوا على سواحل البحر الأبيض المتوسّط الشّرقي «الشّاطئ السوري واللبناني».
- الأموريون: سكنوا في سوريا الدّاخليّة كما امتدوا إلى جبال لبنان وجبال فلسطين.
- المؤابيون: سكنوا شرقي البحر الميت.
- العبرانيون: سكنوا جنوبي ووسط فلسطين.
- العمونيون: سكنوا شرقي نهر الأردن.

## أصول

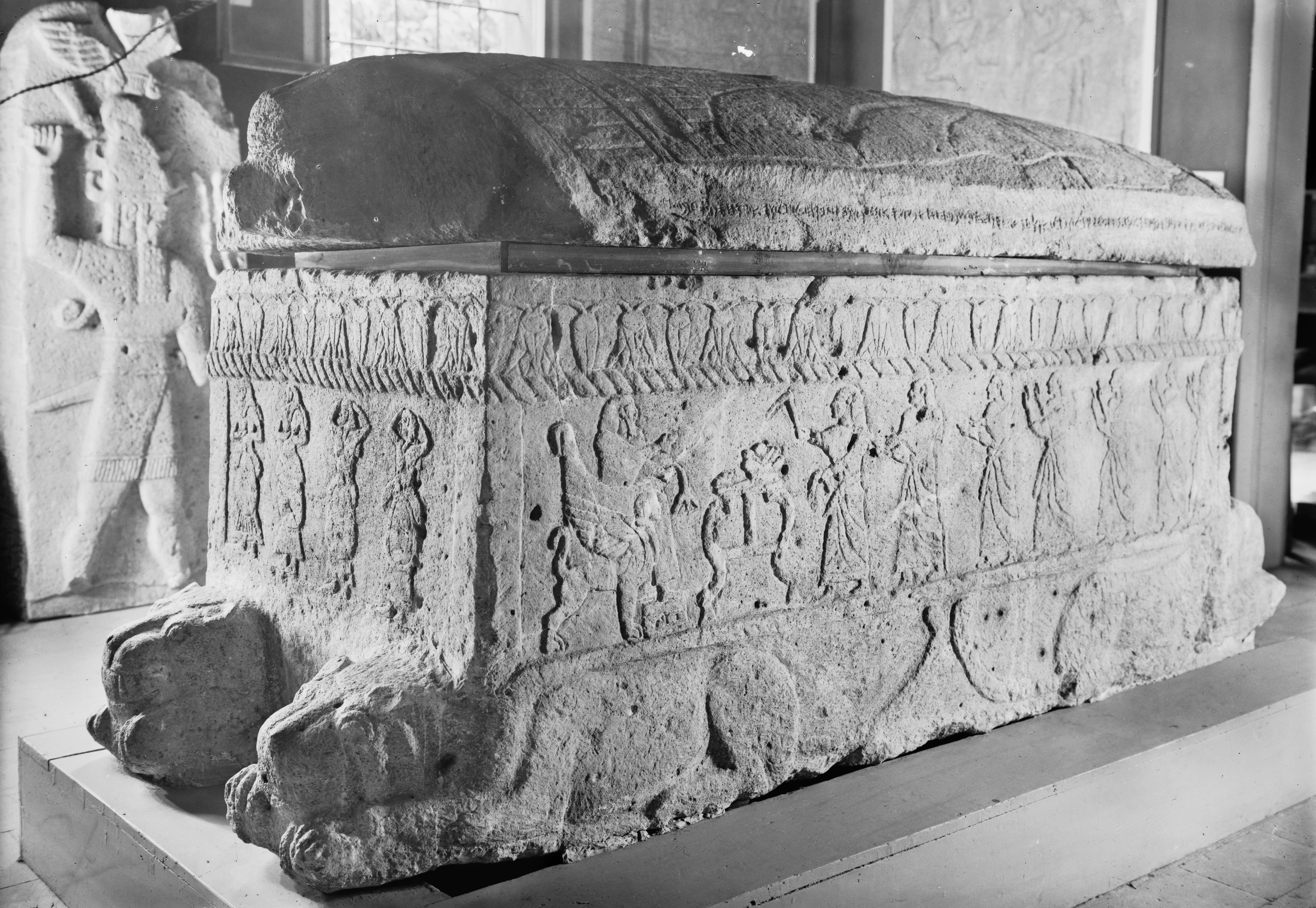

يشير تقرير هيرودوت (مكتوبة 440 قبل الميلاد) إلى أساطير آيو وأوروبا.
| فينيقيا | وفقا للفرس أفضل مطلعين على التاريخ، بدأ الفينيقيون في الشجار. هؤلاء الناس، الذين كانوا قد سكنوا في السابق على ضفاف بحر اريترا، بعد أن هاجروا إلى البحر الأبيض المتوسط واستقروا في الأجزاء التي يسكنونها الآن، بدأوا في وقت واحد، كما يقولون، لمغامرة في رحلات طويلة، شحن سفنهم مع سلع مصر وآشور ... | فينيقيا |

يعتقد المؤرخ اليوناني سترابو أن الفينيقيين نشأوا من البحرين. ويعتقد هيرودوت أيضا أن موطن الفينيقيين كان البحرين. وقد قبلت هذه النظرية من قبل الفنان الألماني أرنولد هيرين في القرن التاسع عشر الذي قال: «عند الجغرافيين اليونانيين، على سبيل المثال، نقرأ عن جزيرتين، تدعى تيروس أو تايلوس، وأرادوس، التي تفاخر بأنها كانت الدولة الأم للفينيقيين، وعرضت آثارا المعابد الفينيقية». وكان شعب صور في جنوب لبنان على وجه الخصوص يحافظ على أصول الخليج العربي لفترة طويلة، وتم التعليق على التشابه في عبارة Tylos «تيلوس» و«صور» Tyre. ازدهرت حضارة دلمون في البحرين خلال الفترة من 2200-1600 قبل الميلاد، كما يتضح من عمليات التنقيب عن المستوطنات ومدافن دلمون. ومع ذلك، يزعم البعض أن هناك القليل من الأدلة على وجود استيطان على الإطلاق في البحرين خلال الفترة التي كان من المفترض أن تحدث فيها هذه الهجرة.

### تقليديا
ذكر المؤرخ أبو جرير الطبري (المتوفى عام 310ه‍/922م) أن «الكنعانيين هي من العرب البائدة، وأنهم يرجعون بأنسابهم إلى العمالقة». وقال ابن خلدون عن الكنعانيين آخذا عن الطبري: «...وأما الكنعانيون هم من العمالقة، كانوا قد انتشروا ببلاد الشام وملكوها». وقال أيضاً: «أول ملك كان للعرب في الشام فيما علمناه للعمالقة». وقال أيضاً: «وكانت طَسْم والعماليق وأُميم وجاسم يتكلمون بالعربية».
يبدو أن الثقافة الكنعانية قد نشأت في الموقع من ثقافة العصر النحاسي الغاسوليني المبكر. الحضارة الغاسولية نفسها تطورت من مجمع الرعي البدوي حول شبه الجزيرة العربية، الذي تطور بدوره من مزيج من أسلافهم نطوفيين وهاريفيان مع الثقافات ما قبل الفخار العصر الحجري الحديث ب والزراعة، وممارسة تدجين الحيوانات، خلال الأزمة المناخية 6200 قبل الميلاد والتي أدت إلى ثورة العصر الحجري الحديث في بلاد الشام. يوثق جبيل كموقع أثري من العصر البرونزي المبكر. وتعتبر دولة أوغاريت العصر البرونزي المتأخر من الكنائس الأكنغارية بشكل أصيل، على الرغم من أن اللغة الأوغاريتية لا تنتمي إلى اللغات الكنعانية المناسبة.

### تحليل جينوغرافي
قام الدكتور بيار زلّوعة (المختص في دراسة الحمض النووي والمدرِّس في الجامعة اللبنانية الأميركية) بإجراء دراسة حديثة ضمن المشروع الجينوغرافي التابع لمؤسسة ناشيونال جيوغرافيك الذي يهدف إلى دراسة حركة هجرة الشعوب تاريخياً. وقد تمكّن خلال سنوات الدراسة من استنتاج البصمة الفينيقية الموجودة في الحمض النووي المستخلص من بعض الآثار الفينيقية، وفي جينات الصبغي Y عند نسبة معتبرة من الذكور الذين يعيشون حالياً في مناطق التواجد القديمة للحضارة الفينيقية في محيط البحر الأبيض المتوسط. هذه البصمة الفينيقية (الهابلوغروب J2) وصل حاملوها إلى الساحل الشرقي للبحر المتوسط قبل نحو 10 آلاف سنة، أي مع بداية عصر التحضر (الانتقال من حالة الترحال إلى حالة الإقامة). وسكنوا هذه الأرض وأنشؤوا قراهم ثم مدنهم، وهاجر بعضهم إلى أماكن أخرى من حوض المتوسط حيث بنى مستوطنات وخلّف هناك آثاره وجيناته. فالجين J2 موجود في كلّ المدن التي استخدمها الفينيقيون في حوض المتوسط -من قرطاج إلى صقليّة ومالطة وغيرها- والتي يعود تاريخ وجودهم فيها إلى 2000 قبل الميلاد.
وعلى الرغم من دراسات سابقة أجراها باحثون آخرون تدل على أن هذا الهابلوغروب J2 ليس فقط للفينيقيين فهو أقدم عمراً من تاريخهم وموجود بكثرة في جميع منطقة الهلال الخصيب، بل وبصورة أكبر بكثير في القوقاز، إلا أن دراسة بيار زلوعة تعدت الهابلوغروب J2 لتحدد إضافيا، وعلى وجه الخصوص، ستة نسخ متنوعة من نيوكليوتيدات قصيرة متكررة جنبا إلى جنب، تعرف بالنمط الفرداني Y-STR، تحمل بصمة فينيقية منفردة في الخصوصية. وبالتالي، تمثل الأنماط الفردانية الستة المكتشفة (PCS1+ وصولاً إلى PCS6+) الأنساب التي من المرجح أنها نشرت عبر الفينيقيين أثناء استعمارهم لسواحل حوض البحر المتوسط، ويدعم هذا الترجيح ارتفاع ترددات هذه الأنماط الفردانية في كل من مستعمراتهم وفي قلب وطنهم الأم فينيقيا، على حدٍ سواء.

## أبجدية فينيقية

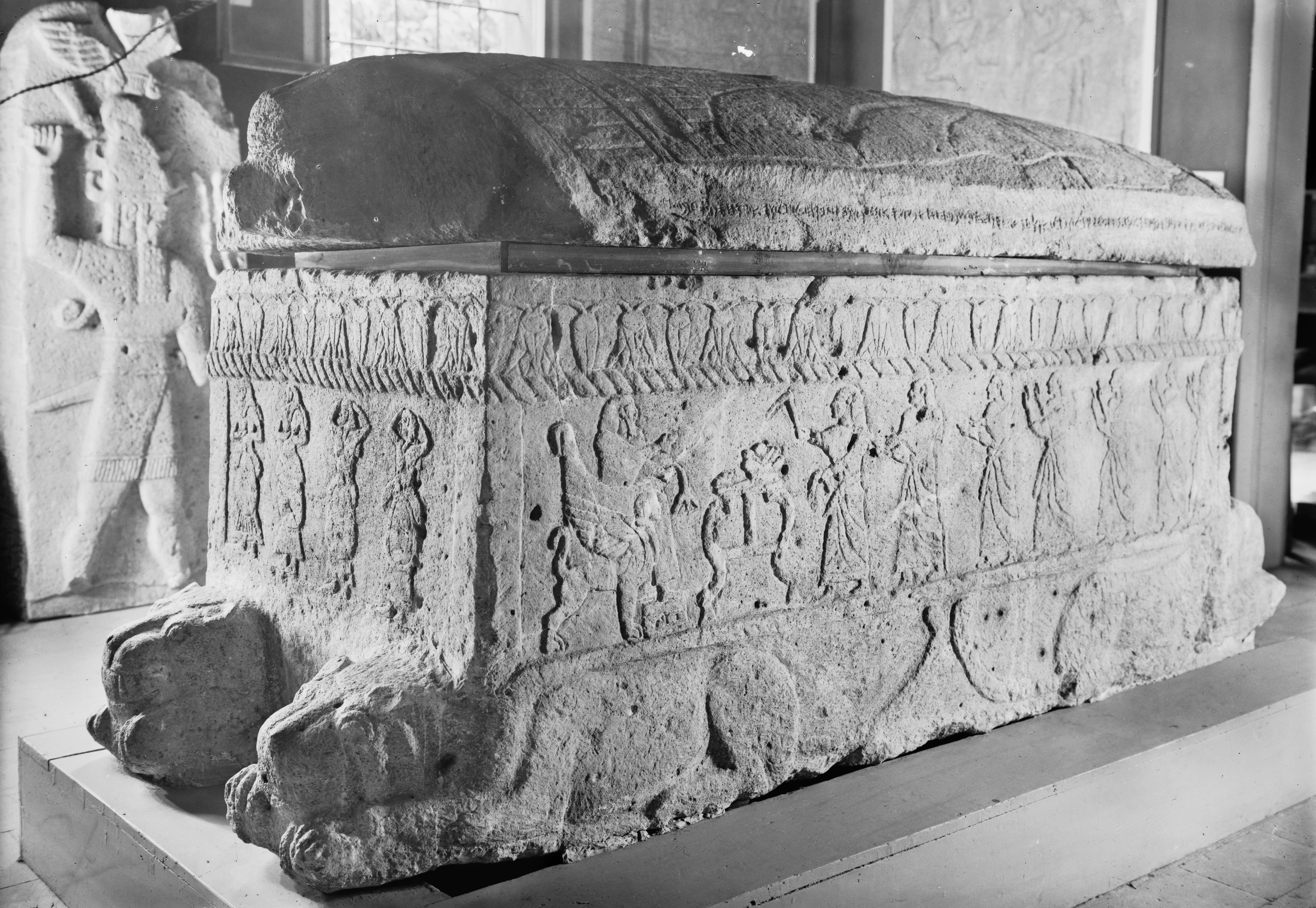
نقش أحيروم، ملك فينيقيا جبيل، 1000 قبل الميلاد.

تتكون الأبجدية الفينيقية من 22 حرفا، كل الحروف ساكنة. منذ حوالي 1050 قبل الميلاد، استخدم هذا السيناريو لكتابة الفينيقية، لغة سامية شمالية. ويعتقد أنها واحدة من أسلاف الحروف الهجائية الحديثة. من خلال تجارتهم البحرية، نشر الفينيقيون استخدام الأبجدية إلى الأناضول وشمال أفريقيا وأوروبا، حيث اعتمدها الإغريق الذين طوروها إلى نص أبجدي ليكونوا أحرفا مميزة للحروف المتحركة وكذلك الحروف الساكنة.
اسم «الفينيقين» هو من قبل تعطى الاتفاقية للنقوش ابتداء من حوالي 1050 قبل الميلاد، لأن الفينيقية، العبرية، وغيرها من اللهجات الكنعانية لا يمكن تمييزها إلى حد كبير قبل ذلك الوقت. ما يسمى أهرام أحيروم، محفورة على تابوت الملك أحيروم من حوالي 1000 قبل الميلاد يظهر أساسا في النص الفينيقي المطور بالكامل.
كان الفينيقيون من أوائل المجتمعات على مستوى الدولة التي تستخدم على نطاق واسع الأبجديات: عائلة اللغات الكنعانية، التي يتحدث بها الفينيقيون، الأموريون، العمونيون، الموابيتون، والأدوميت، كانت أول مجموعة مصدقة تاريخيا من اللغات لاستخدام الأبجدية، المستمدة من النص البروتو كنعاني، لتسجيل كتاباتهم. يستخدم السيناريو البروتو كنعاني حوالي 30 رمزا ولكن لم يستخدم على نطاق واسع حتى ظهور الممالك السامية الجديدة في القرنين الثالث عشر والثاني عشر قبل الميلاد. يستمد النص البروتو الكنعاني من الهيروغليفية المصرية.

## ذروة: 1200-800 قبل الميلاد
وقد لاحظ فرناند بروديل في وجهة نظر العالم أن فينيقيا كانت مثالا مبكرا على «اقتصاد عالمي» محاط بالإمبراطوريات. وعادة ما يتم وضع نقطة عالية من الثقافة الفينيقية والقوة البحرية ج. 1200-800 قبل الميلاد. وكان من الصعب تحديد الأدلة الأثرية التي تتفق مع هذا الفهم. ومع ذلك، فإن التركيز الفريد في فينيسيا للفضاء المؤرخة بين 1200 و 800 قبل الميلاد، يحتوي على هاكسيلفر مع نسب نظائر الرصاص مطابقة الخامات في سردينيا وإسبانيا. هذه الأدلة المعدنية تتفق مع الذاكرة التوراتية لغرب البحر الأبيض المتوسط ترشيش التي زودت سليمان بالفضة عبر فينيقيا، خلال ذروة الأخير (انظر «التجارة»، أدناه).
وقد تم إنشاء العديد من أهم المستوطنات الفينيقية قبل فترة طويلة من هذا: بيبلوس، صور في جنوب لبنان، صيدا، سميرة، أرواد، وبيريتوس، عاصمة لبنان، كلها تظهر في أقراص أمارنا.
وكانت جامعة موانئ الدولة المستقلة، مع دول أخرى على الجزر وعلى طول سواحل البحر الأبيض المتوسط، مناسبة بشكل مثالي للتجارة بين منطقة المشرق العربي، الغنية بالموارد الطبيعية وبقية العالم القديم. حوالي 1200 قبل الميلاد، سلسلة من الأحداث سيئة الفهم ضعفت ودمرت الإمبراطوريات المصرية والهيتيتية المجاورة. في فراغ الطاقة الناتج، ارتفع عدد من المدن الفينيقية كقوى بحرية هامة.

## تراجع: 539-65 قبل الميلاد

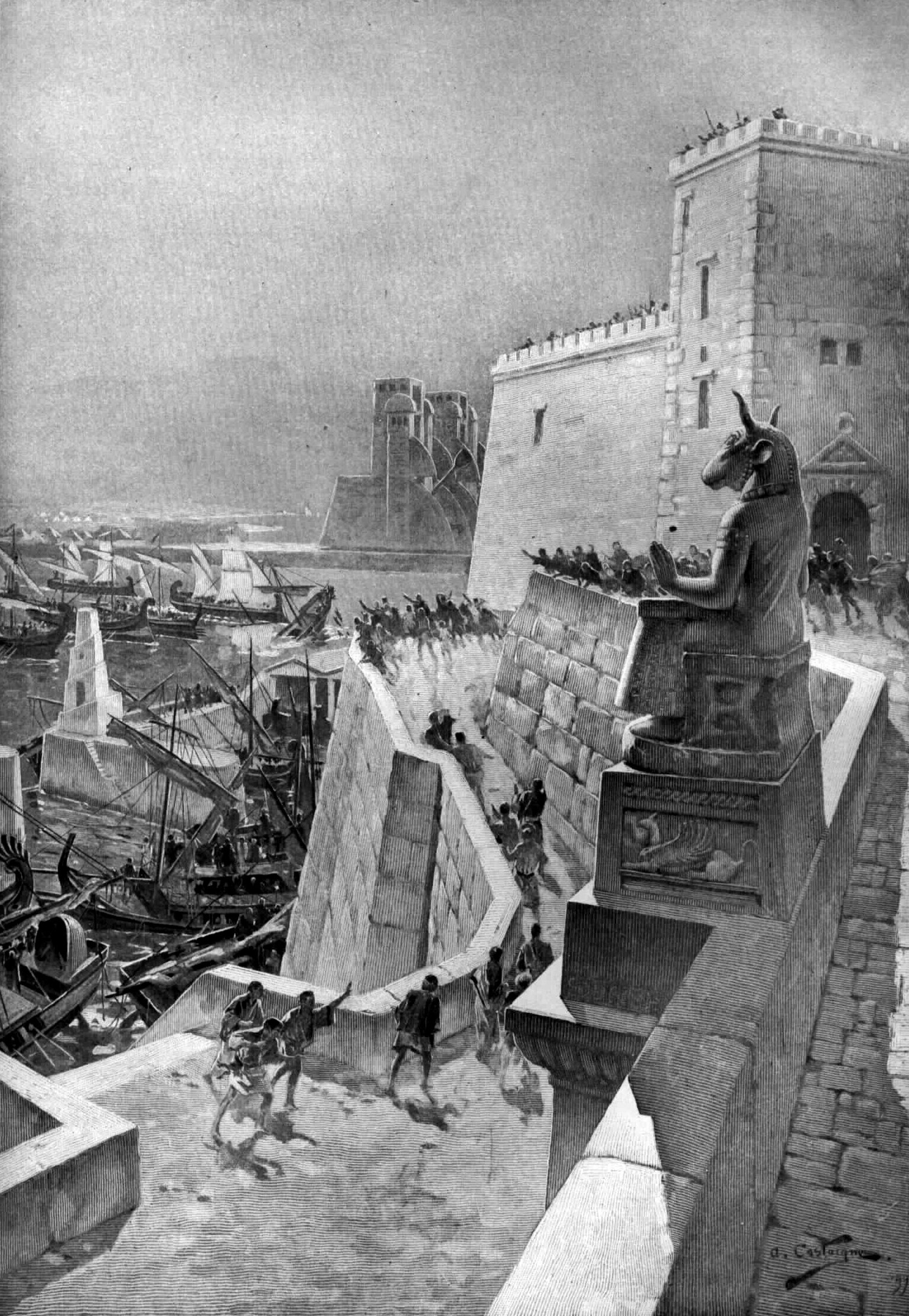
عمل بحري خلال حصار صور في جنوب لبنان (350 قبل الميلاد). رسم أندريه كاستيغن، 1888-89.

### الحكم الفارسي
الملك الفارسي كوروش غزا فنيقيا في 539 قبل الميلاد. ثم قسم الفرس فنيقيا إلى أربع ممالك رئيسية: صيدا، صور، أرواد، وجبيل. لقد ازدهرت، وتأثيث الأساطيل للملوك الفرس. وانخفض التأثير الفينيقي بعد ذلك. في 350 أو 345 قبل الميلاد، تم سحق تمرد في صيدا بقيادة تينس من قبل أرتكسركس الثالث. وقد وصف ديودوروس سيكولوس تدميره.

### الحكم المقدوني
سيطر الإسكندر الأكبر على معظم المدن الفينيقية من غير مقاومة تذكر حيث استسلم له ملك ارادوس وتمت الإطاحة بملك صيدا بسهولة تامة بينما قاومت صور الاحتلال حتى دخلها في سنة 332 قبل الميلاد بعد حصار طويل دام ما يعادل الستة أشهر من يناير (كانون الثاني) حتى يوليو (تموز). كان ألكسندر قاسيا بشكل استثنائي على صور، حيث اعدم 6000 الاف شخص مباشرة بعد دخولها ومن ثم اتبعهم ب 2000 من المواطنين البارزين الذين تم صلبهم على شواطئ المدينة، واغتنم ما يزيد عن 30000 شخص كعبيد كي يتم بيعهم لاحقا. وبالرغم من ذلك فانه حافظ على حياة الملك وعائلته وبعض الحجاج القرطاجيين الذين احتموا في معبد ملقراط. وقد أطاح صعود المقدونيين تدريجيا ببقايا الهيمنة السابقة لفينيقية علي الطرق التجارية في شرق البحر الأبيض المتوسط واختفت الثقافة الفينيقية تماما في الوطن الأم. في ذلك الحين استمرت قرطاج في الازدهار في شمال أفريقيا. وأشرفت على التعدين من الحديد والمعادن الثمينة القادمة من شبه الجزيرة الإيبيرية، واستخدمت قواتها البحرية الكبيرة وجيوش المرتزقة لحماية المصالح التجارية. وبقيت كذلك حتى دمرتها روما أخيرا في عام 146 قبل الميلاد، في نهاية الحروب البونيقية.
بعد وفاة الكسندر الكبير، تتابع الحكام المقدونيون على الوطن الفينيقي بالتسلسل التالي: لاوميدون (323 ق.م)، بطليموس الأول (320)، أنتيغونوس الثاني (315)، ديميتريوس (301)، وسلوقس (296). بين عامي 286 و 197 قبل الميلاد، سقطت فينيقيا (باستثناء أرادوس) على يد بطالمة مصر، الذين قاموا بتثبيت كهنة عشتار العليا كحاكمين في صيدا (أشمونازار الأول، تبنيت، إشمونازار الثاني).
في عام 197 قبل الميلاد، عادت فينيقيا مع سوريا إلى السلوقيين. أصبحت المنطقة أكثر هلينية (يونانية)، على الرغم من أن صور أصبحت مستقلة عام 126 قبل الميلاد ثم تليها صيدا في عام 111 قبل الميلاد. ومن ثم تم الاستيلاء على سوريا، بما في ذلك فينيقيا، من قبل الملك تيغرانس القادم من أرمينيا من سنة 82 حتى 69 قبل الميلاد، عندما هزم من قبل لوكولوس. وفي 65 قبل الميلاد، أدمج بومبي العظيم أخيرا الإقليم كجزء من المقاطعة الرومانية لولاية سوريا. أصبحت فينيسيا مقاطعة منفصلة حوالي سنة 200 ميلادي.

## جغرافية مناطقهم وانتشارهم
استوطن الكنعانيون معظم الساحل الشرقي للبحر المتوسط (والذي يشمل سوريا ولبنان وفلسطين الحالية) منذ 5000 ق.م. ومنذ عام 1100ق.م، دعي الشعب الذي سكن مناطق الساحل شمال صور بالفينيقيين حتى أعالي ساحل سوريا.
أنشأ الفينيقيون مدناً على الساحل الغربي للبحر المتوسط ما زالت عامرة إلى يومنا هذا مثل صور وأوغاريت وارواد وصيدا وجبيل وغيرها.
بلغت فينيقيا والمدن التابعة لها ذروة مجدها التجاري في القرن الثالث عشر قبل الميلاد إذ كانت اتصالاتها البحرية تشمل مناطق العالم القديم بأكمله وبلغت تجارتها درجة عظيمة.
في أواخر الألف الثاني قبل الميلاد، زالت سيطرة الإيجيّين على البحر المتوسّط مما سمح للفنيقيين بالتوسع في تجارتهم البحرية. وتوزّعت سفنهم ومن ثمّ مستعمراتهم في جميع أنحاء المتوسّط.

### في الحوض الشرقي
امتدت المدن الفينيقية في العصور القديمة، على المنطقة الساحلية من مدينة أوغاريت في شمال سورية (رأس شمرا الحديثة) إلى عكا بشمال فلسطين، بطول يبلغ حوالي 322 كيلومترا. ثم استوطنوا السواحل الشرقية لقبرص وذلك لغناها بالنّحاس والحجارة الكريمة، ثمّ لوفرة حبوبها وخمورها وزيتونها، ولموقعها الوسط بين عالمين. وبنوا المخازن على معظم ساحلها.
اهتمّوا بمناطق كيليكيه وطرطوس، ومن هنالك وصلوا إلى رودس المواجهة للشّاطئ. استقرّوا في كريت وجزر «السّيكلاد». ولكنّهم لم يتعدّوا الدّردنيل في إنشاء المستعمرات بسبب المسافة. وإن تكن قوافلهم قد وصلت إلى شواطئ البحر الأسود وأرمينيا.
وفي الجنوب، تواجد الفينيقيّون؛ إلا أنهم لم يقيموا مستعمرات بسبب وجود المصريين. فقد أقاموا المخازن في ممفيس، حيث تمتّعوا بحريّة التّجارة. وأنشئوا حيًّا خاصًّا بالصّوريّين منذ القرن الثّاني عشر قبل الميلاد، وأقاموا فيه معبدًا لعشتروت.

### في الحوض الغربي
لمّا اشتدّت منافسة الإغريقيّين، فضّل الفينيقيون ترك المجال مفتوحًا أمام صيدون، فنقلوا مناطق نفوذهم التّجاري إلى الحوض الغربي من المتوسّط. فاستقرّوا في صقلية، و«يوتيقا» (المدينة العتيقة) في تونس اليوم، ومالطة، مُراعين في اختيارهم لمستعمراتهم البحريّة المركز التّجاري والموقع الطّبيعي لإنشاء المرافئ. ومن هناك انطلق الفينيقيّون إلى جنوبي سردينيا، والجزر المجاورة لها «كالباليار». ومن ثمّ خطّوا نحو «ترشيش» (إسبانيا) حيث حوّلوا إحدى محطّاتهم التّجاريّة إلى مستعمرة.

### قرطاجة

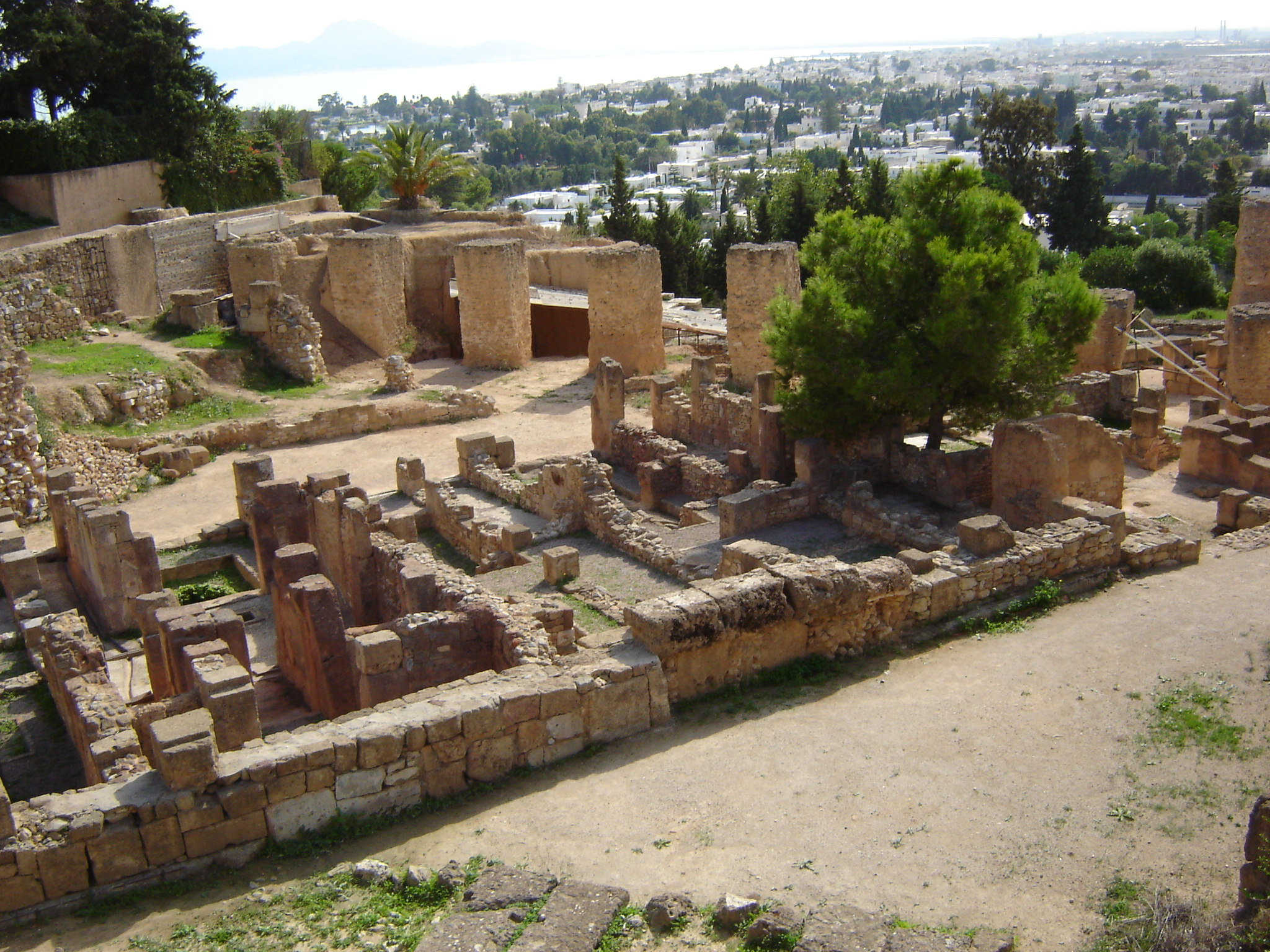
أثار لمنازل فينيقية في قرطاجة - تونس

لم تكن قرطاجة (يقال أيضا قرطاج) أوّل مستعمرة أُنشئت في شمال أفريقيا، بل سبقتها مستعمرة «يوتيقا» (سنة 1000ق.م) على نهر مجردة، و«زارتيس» (بنزرت). وسُمّيت قرطاجة (المدينة الحديثة) تمييزًا لها عن جارتها «يوتيقا» (المدينة العتيقة). وقد شيّدت حوالي 814 ق.م. لتكون صلة الوصل بين صور والمستعمرات الفينيقيّة. وقد اختار لها الصّوريّون موقعًا استراتيجيًّا بين الحوضين الشّرقي والغربي للمتوسّط. تتّصل برًّا بالقارّة الأفريقية، وبحرًا بمختلف المحطّات والمخازن والمستعمرات الفينيقيّة في الغرب.
و قد أصبحت قرطاجة الوريثة الشرعية لمدينة صور بعد سقوط هذه الأخيرة وكونت إمبراطورية تجارية أصبح يضرب بها المثل في الازدهار والرقي.
كما تجدر الإشارة أن فينيقيي قرطاج لُقبوا بالبونقيين كمزيج بين الفينيقيين وسكان شمال أفريقيا الأصليين.

### الوصول لسواحل الأطلسي
وعند تفسيره لتاريخية عواميد هرقل، أشار الباحث وليم سيرفات عن إمكانية وصول الفينيقيين إلى السواحل الأوروبية الأطلسية من خلال بحثهم لأسواق جديدة لمنتوجاتهم.

### الإبحار حول أفريقيا
يروى هيرودوت أن الفرعون نكاو الثاني أراد مد نشاطه البحري والتجاري، فطلب من البحارة الفينيقيين القيام برحلة حول أفريقيا فقاموا برحلة استغرقت ثلاث سنوات، من البحر الأحمر إلى رأس الرجاء الصالح، وثم عادوا عن طريق جبل طارق. ولم يستطع العالم القديم أن يصدق أن الشمس التي تشرق دائما من على اليسار، أشرقت يوماً ما من على يمين البحارة. وعند نقص مؤونتهم، كانوا يتوقفون على الساحل لزراعة بعض المحاصيل ثم يتابعون الإبحار بعد الحصاد.

### عبور الأطلسي
في دراسة للباحثة «هاينكة زودهوف»، ترجمها للعربية د. حسن عمران عنوانها «معذرة كولومبوس لست أول من اكتشف أمريكا» ذكرت من ضمن الحجج العلمية التي تقدمها على أن عبور الأطلسي قد سبق كولومبوس بقرون، عثر في أمريكا على بعض الشواهد والآثار التي تدل على أن الفينيقيين قد عبروا الأطلسي ووصلوا إلى أمريكا في العصور القديمة، ومن هذه الشواهد العثور على آلاف القطع الأثرية في مقابر في جواتيمالا بينها تميمة صغيرة جدا للإله (بيس) ذو الملامح القبيحة ولحية كثة كان يعتقد مستوطنوا الشرق الأوسط في الألف الأولى قبل الميلاد أنه يرد الشؤم والنحس. مهارة الفينيقيين البحرية وخبرتهم في خوض غمار البحار، ووجود التعويذة بيس في القبور من طقوس الفينيقيين التي أثبتها علماء الآثار في مقابرهم في مناطق عدة من الشرق الأوسط، وكذلك النقش الشهير المعروف بنقش بارايبا في البرازيل ونقوش اكتشفها «ستيف بارثالوميو» في وسط ولاية يوتاه في الولايات المتحدة الأميركية.

## مدن فينيقيّة
تقع المدن الفينيقيّة على الشّاطئ الشّرقي للبحر المتوسّط وأهمّها:
- جبيل «قديمًا جبال وبيبلوس وذلك في العهدين اليوناني والرّوماني، من أهم المدن الفينيقية وأقدم مدينة مأهولة في العالم ومصدر الأبجدية الفينيقية».
- صور التي تعتبر من أقدم المدن الفينيقيّة، «يعود تأسيسها إلى الألف الثّالث ق.م»، وغدت منذ أواخر الألف الثّاني ق.م من أكثر المدن الفينيقيّة صيتًا وشهرة.
- بيروت «بيريت»- الدّامور- صيدا التي كانت أكبر المدن الفينيقيّة.
- أوغاريت: "رأس شمرا حاليًّا، تقع شمال مدينة اللاذقية وتعتبر من أهمّ المدن الفينيقيّة نظرًا لموقعها الجغرافي وقد تم اكتشاف اقدم ابجدية في اوغاريت بالإضافة لأقدم نوتة موسيقية.
- أرواد: وهي الجزيرة الوحيدة المأهولة على الشاطئ الشرقي للمتوسط في سوريا.
- طرابلس «تريبولي». وقد عرفت بهذا الاسم اليوناني الأصل لأنّها كانت تتألّف من 3 مدن صغيرة أو 3 أحياء خاصّة بالصّوريّين والأرواديّين والصّيدونيين.
- طرطوس من المدن الفنيقية الهامة ولها مينائها الفنيقي المعروف منذ القدم.
- صيدا أو صيدون وتعتبر من المدن المهمة أيضا.
- جبلة ميناء مملكة سيانو.

وعلى الجهة الغربية تقع مدينة قرطاج وهيَ من العواصم الفينيقية في شمال إفريقيا (تونس).
هناك عدّة مدن أخرى بنوها في لبنان وسوريا وفلسطين، كما لكلّ مدينة مرفآن شمالاً وجنوبًا وذلك لتسهيل الاتصالات بين المدن.
أقامت المدن الفينيقيّة علاقات تجاريّة وثقافيّة مع مصر وبلاد الرافدين، وهذه العلاقات كانت تقوم على أساس المودّة. وبين تابعٍ ومتبوع، فكانت هذه المدن تؤمّن للبلاد المقيمة معها علاقات أخشاب الأرز التي تستخدم في البناء وصناعة السّفن.
- سكيكدة:وتعد سكيكدة (الجزائر) من اهم المدن الفينيقية وكانت تعرف عند الفينيقيين بأسم روسيكادا.

## تجارتهم

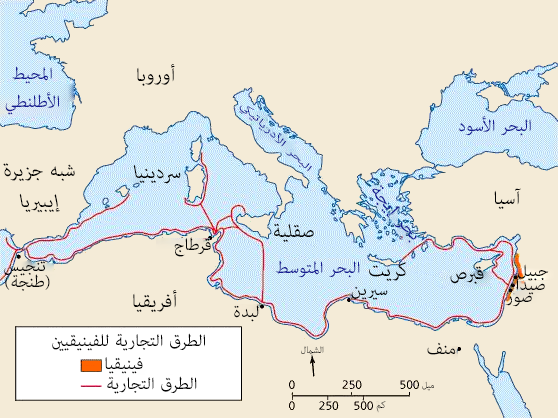
طرق التجارة والمدن المهمة للفينيقيين.

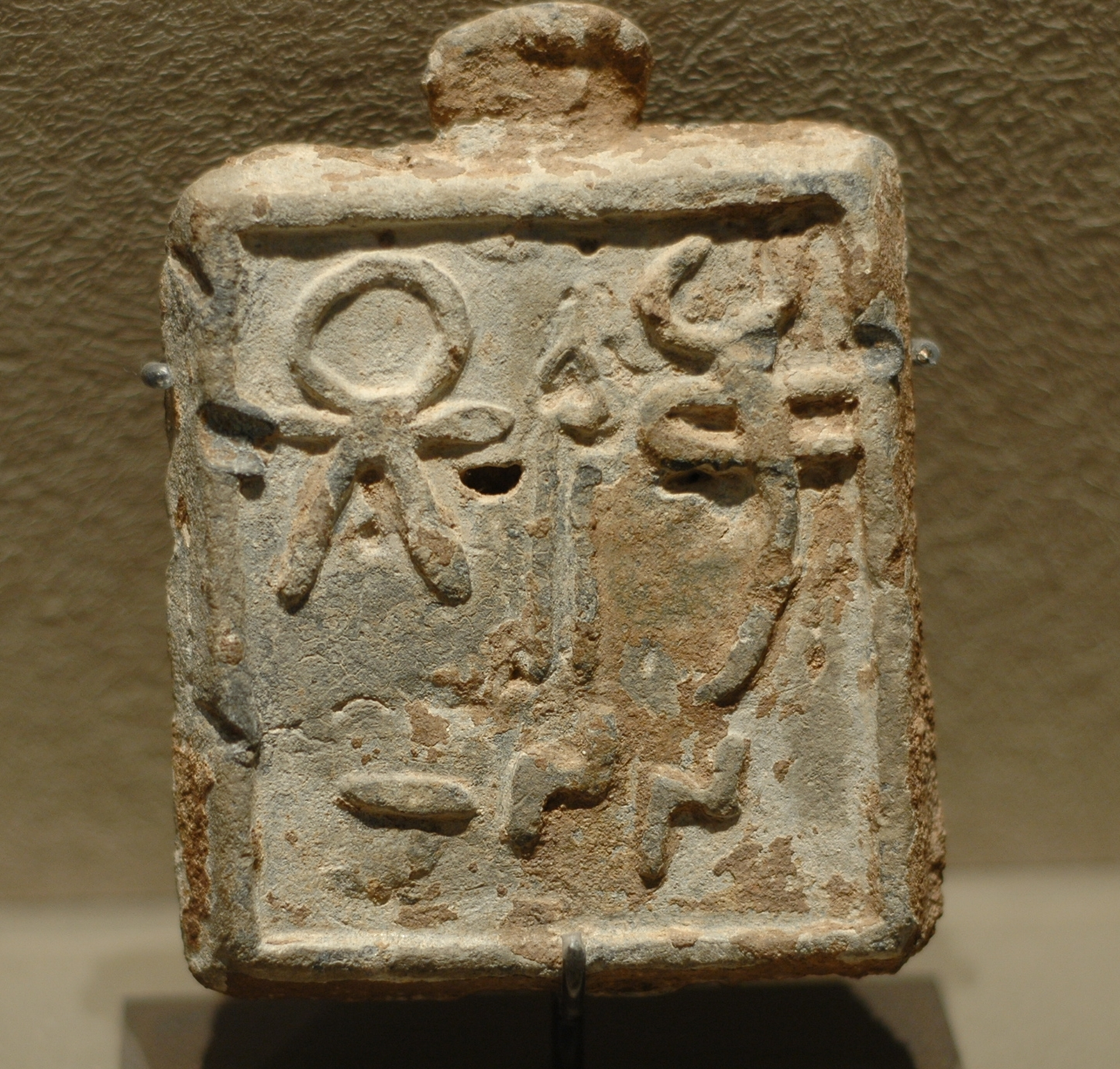
مثقال فينيقي لوزن البضائع.

لم يسع الفينيقيّين أن يتجاهلوا التجارة مع بلاد «أَمُرّو»، وبلاد ما بين النّهرين، وما ورائهما من دول وشعوب. فتشعّبت طرق القوافل في كلّ الاتّجاهات حتّى شملت بلدانًا تتّصل بفينيقيا بحرًا كمصر وآسيا الصّغرى. وأهمّ طرقاتهم البريّة هي:
- الطّرق السّاحليّة: أحدها نحو الجنوب، مرورًا بكلّ المدن الفينيقيّة وساحل فلسطين حتّى سيناء. ومن هنالك ينقسم الطّريق إلى شعبتين: أولاهما نحو شبه الجزيرة العربيّة، حيث اشتهرت على الخليج العربي مدنٌ سمّيت بالمدن الفينيقيّة. والثّانية تذهب نحو مصر والسودان والحبشة. أمّا الطّريق السّاحلي نحو الشّمال، فيعبر فينيقيا نحو كيليكيا اللاذقية وأوغاريت وطرطوس. وكانت عاصمة الحثيّين «حَتّوسَه» (بوغاز كوي اليوم) نقطة التقاء بين «الطّريق الملكي» الفارسي نحو «ساردس» عاصمة «ليديا» غربي آسيا الصّغرى، وبين الطّريق الشّمالي نحو أرمينيا والبحر الأسود.
- الطّرق الدّاخليّة: ونعني بها طريقين رئيسيّين، أوّلهما يتفرّع عن الطّريق السّاحلي الشّمالي. فيذهب من أوغاريت نحو حماة، وحلب، والرُّها، وكركميش، ونِصّيبّين في الجزيرة السورية، فيتّصل بوادي الفرات حتّى ما بين النّهرين، أو يذهب من حَرَّان إلى نينوى. والطّريق الثّاني يعبر جبال لبنان إلى الزّبداني فدمشق فتدمر فبلاد ما بين النّهرين وشرق سوريا. وهذا هو الطّريق الأقصر، لكنّه الأصعب. وكلتا الجزيرة العربيّة وبلاد ما بين النّهرين كانت الصّلة ما بين فينيقيا والهند. وفي طرقهم البريّة هذه، كان الفينيقيّون يقيمون علاقات الودِّ مع شعوب البلدان والمناطق التي يعبرونها؛ فيبنون أواصر التّفاهم مع القبائل، ويستعينون ببعضها كسماسرة أو مرشدين. وهذا ما سمح لهم بإقامة المحطّات التجاريّة والأحياء الخاصّة بهم. كما أمّن قوافلهم شرّ اللصوص المهاجمين في مناطق نائية منعزلة.

لا غروَ في أن تستمرّ رحلة التّجّار الفينيقيّين بضع سنواتٍ أحيانًا. فهم متجوّلون، يعرضون على الشّعوب مصنوعاتهم ومصنوعات غيرهم. وبلادٌ كفينيقيا لا يمكنها أن تعطي الكثير، فيما عدا الأخشاب والزّيوت والخمور. لذلك اتّكلوا على إنتاج غيرهم يشترونه ثمّ يبيعونه. فاستوردوا الصّوف والجلود واللّحوم من وسط سوريا، والعسل والحبوب من فلسطين، والافاويه والتّوابل من الشّرق الأقصى، والنّحاس من قبرص واليونان والقفقاس، والذّهب من إسبانيا، والحجارة الكريمة من مصر وسيناء، والعطور من بلاد الرّافدين، والأبنوس والعاج من السّودان، والكتّان والقطن من مصر، والخيول من أرمينيا.

## ديانتهم

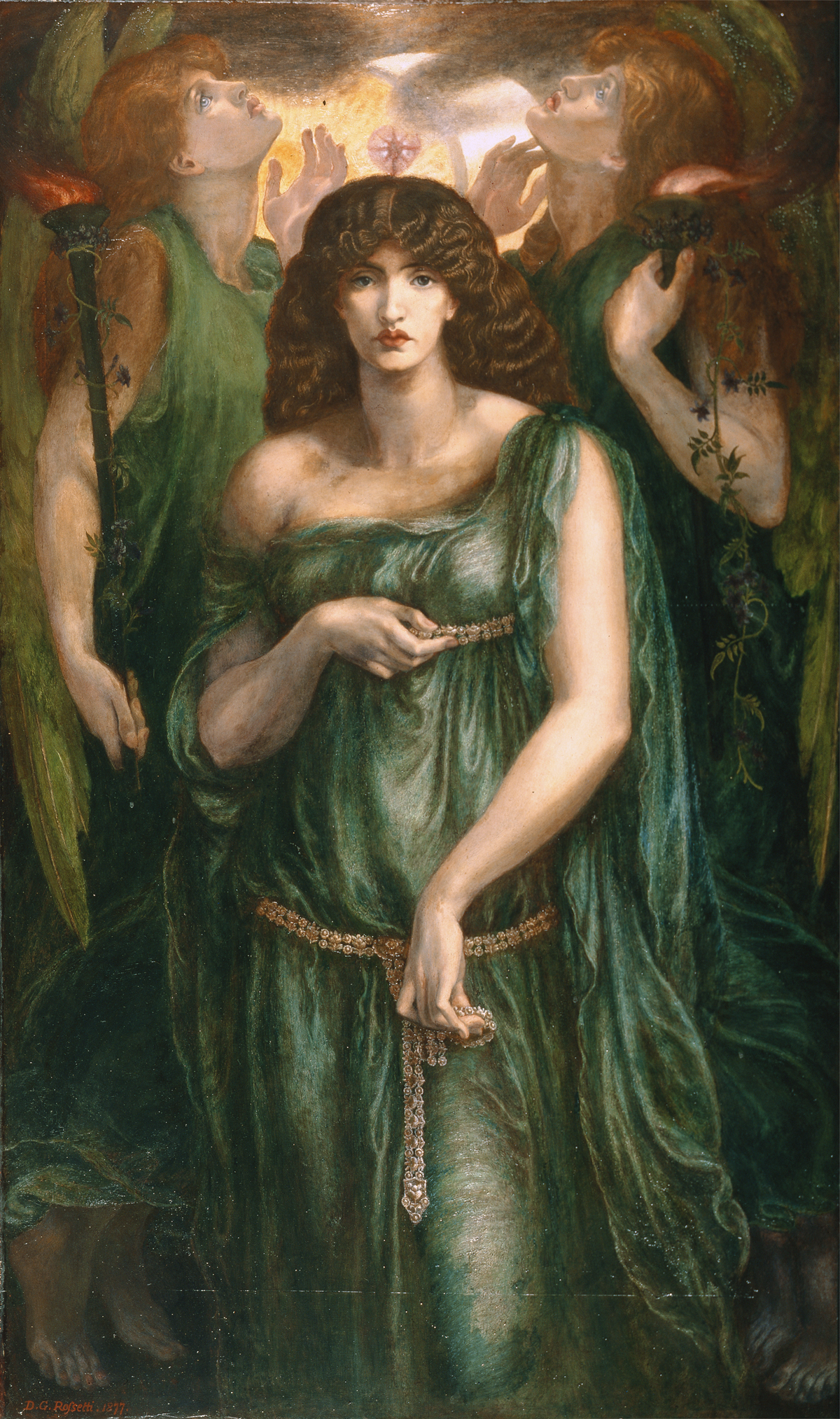
عشتروت ألهة الحب والجمال لدى الفنيقيين - رسم روزيتي

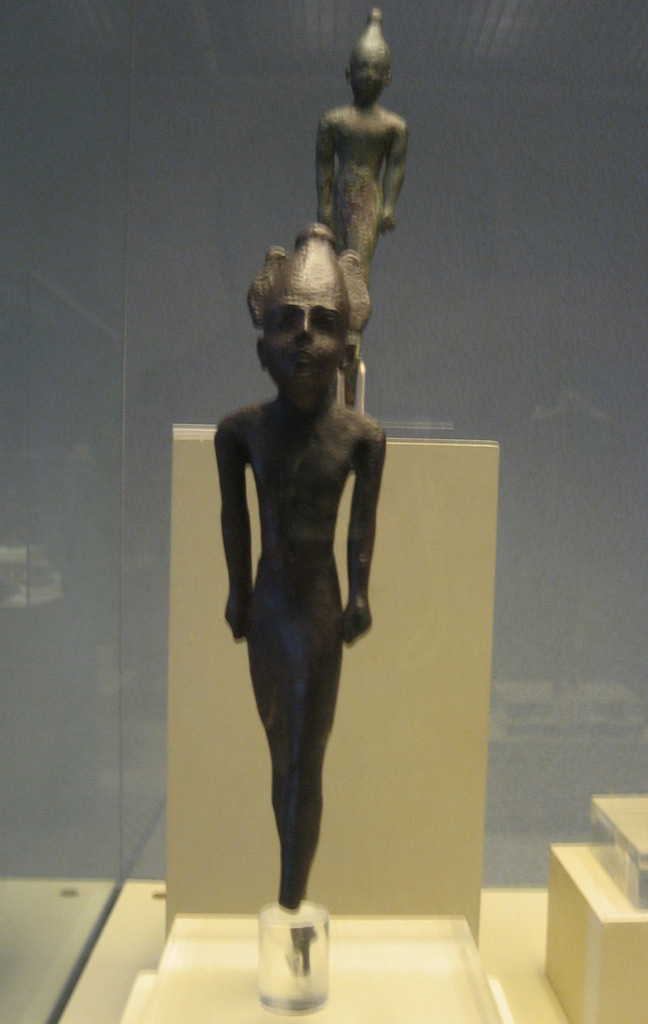
تمثال لبعل الفنيقي وجد في إسبانيا، متحف الأندلس

## الحضارة الفينيقيّة